# カルロス・パロミノ
カルロス・パロミノ（Carlos Palomino、1949年8月10日 - ）は、メキシコ出身の元プロボクサー。ソノラ州サン・ルイス・リオ・コロラド出身。元WBC世界ウェルター級王者。

## 来歴
1972年9月14日、プロデビュー。
1976年6月22日、ロンドンでジョン・H・ストレーシーに12回KO勝ちし、ホセ・ナポレスが奪われたタイトルをメキシコに取り戻した。その後は2度目の防衛戦で欧州王者デイブ・グリーンを左フック一撃でKO、また5度目の防衛戦では日本のエース龍反町を同じく左フックでKOするなど、王座を計7度（うちKO防衛5度）防衛した。
1979年1月14日、スーパーライト級から転向してきたウィルフレド・ベニテスに小差の判定で敗れ、王座を失った。
1979年6月22日、ロベルト・デュランに判定負けしたのを最後に引退した。
1997年1月10日、18年半のブランクを経て現役復帰。同年6月8日にはレネ・アルレドンドに1RKO勝ちを収めた。
1998年5月30日、ウィルフレド・リベラに判定負けし、再び引退した。

## 獲得タイトル
- WBC世界ウェルター級王座（防衛7）